# 矮郎乡
矮郎乡，是中华人民共和国四川省凉山彝族自治州会理市曾经下辖的一个乡。

## 行政区划
矮郎乡撤销前下辖以下地区：
茶花村、车林村和老营盘村。